# Нерехтский район
Не́рехтский район — административно-территориальная единица (район) и муниципальное образование муниципальный район город Не́рехта и Не́рехтский район на юго-западе Костромской области России.
Административный центр — город Нерехта (в рамках местного самоуправления входит в муниципальное образование, в рамках административно-территориального устройства обладает статусом города областного значения).

## География
Площадь района — 1140 км². Основные реки — Нерехта, Солоница. Граничит на севере с Костромским районом, на востоке и юге — с Красносельским районом и Ивановской областью, на западе — с Ярославской областью.

## История
Впервые Нерехта упоминается в летописях 1214 года.
Нерехтский район образован в 1928 году в составе Костромской губернии. 14 января 1929 года включён в состав Костромского округа Ивановской Промышленной области. 31 марта 1936 года передан в состав вновь образованной Ярославской области. С 13 августа 1944 года — в составе Костромской области. 17 марта 1944 года часть территории Нерехтского района была передана в новый Бурмакинский район. В январе 1945 Нерехта получила статус города областного подчинения и была выведена из состава района.
В 1999 году город Нерехта и Нерехтский район были слиты в одно муниципальное образование.
В соответствии с Законом Костромской области от 30 декабря 2004 года № 237-ЗКО образовано объединённое муниципальное образование муниципальный район город Нерехта и Нерехтский район, установлены его границы. На территории района образованы 14 муниципальных образований: 1 городское и 13 сельских поселений, город Нерехта вошёл в состав района как городское поселение.
В соответствии с Законом Костромской области от 22 октября 2009 года № 525-4-ЗКО объединены:
- Воскресенское, Космынинское и Тетеринское сельские поселения — в Воскресенское сельское поселение;
- Григорцевское, Лавровское, Марьинское и Фёдоровское сельские поселения — в Пригородное сельское поселение;
- Владычневское, Татарское и Хомутовское сельские поселения — в Волжское сельское поселение;
- Армёнское, Ёмсненское и Лужковское сельские поселения — в Ёмсненское сельское поселение.

В соответствии с Законом Костромской области от 09 февраля 2007 года N 112-4-ЗКО Нерехтский район продолжает существовать как административно-территориальная единица области, при этом Нерехта сохраняет статус города областного значения.

## Население
| 2002    | 2008    | 2009    | 2010    | 2011    | 2012    | 2013    | 2014    | 2015    |
| ------- | ------- | ------- | ------- | ------- | ------- | ------- | ------- | ------- |
| 13 447  | ↗13 860 | ↗37 544 | ↘34 244 | ↘34 163 | ↘33 907 | ↘33 697 | ↘33 447 | ↘33 175 |
| 2016    | 2017    | 2018    | 2019    | 2020    | 2021    |         |         |         |
| ↘32 890 | ↘32 605 | ↘32 300 | ↘32 085 | ↘31 705 | ↘29 270 |         |         |         |

### Урбанизация
В городских условиях (город Нерехта) проживают 68,25 % населения района.

### Национальный состав
По итогам переписи населения 2020 года проживали следующие национальности (национальности менее 0,1 % и другое, см. в сноске к строке «Другие»):
| Национальность | Численность, чел. | Доля     |
| -------------- | ----------------- | -------- |
| Русские        | 27 993            | 95,64 %  |
| Украинцы       | 80                | 0,27 %   |
| Татары         | 44                | 0,15 %   |
| Армяне         | 39                | 0,13 %   |
| Таджики        | 34                | 0,12 %   |
| Узбеки         | 31                | 0,11 %   |
| Другие         | 1049              | 3,58 %   |
| Итого          | 29 270            | 100,00 % |

## Административное деление
Нерехтский район как административно-территориальная единица включает 4 поселения, при этом Нерехта имеет статус города областного значения.
В город Нерехта и Нерехтский район как муниципальный район входят 5 муниципальных образований, в том числе 1 городское и 4 сельских поселения:
| №        | Муниципальное образование        | Административный центр | Количество населённых пунктов | Население | Площадь, км2 |
| -------- | -------------------------------- | ---------------------- | ----------------------------- | --------- | ------------ |
| 1e-06    | Городское поселение:             |                        |                               |           |              |
| 1        | город Нерехта                    | город Нерехта          | 1                             | ↘19 977   | 17,22        |
| 1.000002 | Сельские поселения:              |                        |                               |           |              |
| 2        | Волжское сельское поселение      | деревня Татарское      | 55                            | ↘1580     | 289,77       |
| 3        | Воскресенское сельское поселение | деревня Бабаево        | 38                            | ↘3388     | 187,35       |
| 4        | Ёмсненское сельское поселение    | село Ёмсна             | 25                            | ↘1014     | 227,00       |
| 5        | Пригородное сельское поселение   | город Нерехта          | 42                            | ↘3311     |              |

## Населённые пункты
В Нерехтском районе 159 населённый пункт.
| №   | Населённый пункт   | Тип                     | Население | Муниципальное образование        |
| --- | ------------------ | ----------------------- | --------- | -------------------------------- |
| 1   | Алабухино          | деревня                 | ↗36       | Волжское сельское поселение      |
| 2   | Александровка      | деревня                 | ↗10       | Пригородное сельское поселение   |
| 3   | Аминево            | село                    | ↗108      | Ёмсненское сельское поселение    |
| 4   | Аристово           | деревня                 | ↘5        | Воскресенское сельское поселение |
| 5   | Армёнки            | железнодорожная станция | ↗10       | Ёмсненское сельское поселение    |
| 6   | Армёнки            | село                    | ↗397      | Ёмсненское сельское поселение    |
| 7   | Ашитково           | деревня                 | ↘1        | Воскресенское сельское поселение |
| 8   | Бабаево            | деревня                 | ↗408      | Воскресенское сельское поселение |
| 9   | Бараново           | деревня                 | ↗15       | Волжское сельское поселение      |
| 10  | Бачелка            | деревня                 | →0        | Пригородное сельское поселение   |
| 11  | Бекнево            | деревня                 | ↗13       | Воскресенское сельское поселение |
| 12  | Белавино           | деревня                 | ↗9        | Воскресенское сельское поселение |
| 13  | Белово             | деревня                 | ↗2        | Волжское сельское поселение      |
| 14  | Берёзовка          | деревня                 | →0        | Пригородное сельское поселение   |
| 15  | Берендеево         | деревня                 | ↗129      | Волжское сельское поселение      |
| 16  | Богдань            | деревня                 | ↗3        | Пригородное сельское поселение   |
| 17  | Большое Андрейково | деревня                 | ↘11       | Волжское сельское поселение      |
| 18  | Векторово          | деревня                 | ↘26       | Воскресенское сельское поселение |
| 19  | Владычное          | село                    | ↗234      | Волжское сельское поселение      |
| 20  | Власово            | деревня                 | ↘14       | Ёмсненское сельское поселение    |
| 21  | Вогниково          | деревня                 | ↗11       | Пригородное сельское поселение   |
| 22  | Володино           | деревня                 | →0        | Пригородное сельское поселение   |
| 23  | Воскресенское      | село                    | ↗26       | Воскресенское сельское поселение |
| 24  | Выголово           | село                    | ↘4        | Пригородное сельское поселение   |
| 25  | Гилёво             | деревня                 | ↗156      | Пригородное сельское поселение   |
| 26  | Голеботово         | деревня                 | ↗1        | Ёмсненское сельское поселение    |
| 27  | Горки              | деревня                 | ↗4        | Волжское сельское поселение      |
| 28  | Горки              | деревня                 | ↗50       | Воскресенское сельское поселение |
| 29  | Григорцево         | село                    | ↗570      | Пригородное сельское поселение   |
| 30  | Дементьево         | деревня                 | ↘3        | Волжское сельское поселение      |
| 31  | Денисово           | деревня                 | ↗7        | Воскресенское сельское поселение |
| 32  | Дмитриевка         | деревня                 | ↗23       | Волжское сельское поселение      |
| 33  | Добрищево          | деревня                 | ↘40       | Воскресенское сельское поселение |
| 34  | Домачево           | деревня                 | ↗2        | Волжское сельское поселение      |
| 35  | Дресва             | деревня                 | ↘6        | Пригородное сельское поселение   |
| 36  | Дуново             | деревня                 | ↗35       | Волжское сельское поселение      |
| 37  | Дьяково            | деревня                 | ↗51       | Пригородное сельское поселение   |
| 38  | Ежово              | деревня                 | ↘54       | Ёмсненское сельское поселение    |
| 39  | Ёмсна              | село                    | ↗279      | Ёмсненское сельское поселение    |
| 40  | Есипово            | село                    | ↗6        | Пригородное сельское поселение   |
| 41  | Жуковка            | деревня                 | ↗6        | Воскресенское сельское поселение |
| 42  | Замошниково        | деревня                 | ↗5        | Воскресенское сельское поселение |
| 43  | Запогостье         | деревня                 | ↘7        | Ёмсненское сельское поселение    |
| 44  | Зарвино            | деревня                 | →8        | Волжское сельское поселение      |
| 45  | Заречье            | деревня                 | ↘2        | Волжское сельское поселение      |
| 46  | Захарово           | деревня                 | ↘2        | Ёмсненское сельское поселение    |
| 47  | Иванищево          | деревня                 | ↘15       | Воскресенское сельское поселение |
| 48  | Иванково           | деревня                 | ↗47       | Волжское сельское поселение      |
| 49  | Ивановское         | село                    | ↘2        | Ёмсненское сельское поселение    |
| 50  | Иголкино           | деревня                 | ↗173      | Пригородное сельское поселение   |
| 51  | Ильинское          | село                    | ↗1        | Волжское сельское поселение      |
| 52  | Ильинское          | село                    | ↗20       | Воскресенское сельское поселение |
| 53  | Каменка            | деревня                 | ↘6        | Воскресенское сельское поселение |
| 54  | Кирпичный          | посёлок                 | ↗79       | Ёмсненское сельское поселение    |
| 55  | Кишкино            | деревня                 | →3        | Воскресенское сельское поселение |
| 56  | Клементьево        | деревня                 | ↗278      | Ёмсненское сельское поселение    |
| 57  | Клетино            | деревня                 | ↗62       | Пригородное сельское поселение   |
| 58  | Климушино          | деревня                 | ↗168      | Пригородное сельское поселение   |
| 59  | Ковалёво           | село                    | ↗133      | Пригородное сельское поселение   |
| 60  | Кокошкино          | деревня                 | ↗92       | Пригородное сельское поселение   |
| 61  | Кононово           | деревня                 | ↘2        | Воскресенское сельское поселение |
| 62  | Копнино            | деревня                 | →0        | Волжское сельское поселение      |
| 63  | Корешниково        | деревня                 | ↗30       | Воскресенское сельское поселение |
| 64  | Космынино          | деревня                 | →0        | Воскресенское сельское поселение |
| 65  | Космынино          | посёлок                 | ↗1828     | Воскресенское сельское поселение |
| 66  | Котельницы         | деревня                 | ↘4        | Воскресенское сельское поселение |
| 67  | Красное Сумароково | село                    | ↗6        | Волжское сельское поселение      |
| 68  | Крутая Гора        | деревня                 | ↗13       | Пригородное сельское поселение   |
| 69  | Кулиги             | село                    | ↗4        | Ёмсненское сельское поселение    |
| 70  | Лаврово            | деревня                 | ↗1728     | Пригородное сельское поселение   |
| 71  | Лапино             | деревня                 | ↗1        | Волжское сельское поселение      |
| 72  | Лепилово           | деревня                 | ↗5        | Пригородное сельское поселение   |
| 73  | Лужки              | посёлок                 | ↗488      | Ёмсненское сельское поселение    |
| 74  | Лунёво             | деревня                 | ↗4        | Воскресенское сельское поселение |
| 75  | Любимово           | деревня                 | ↗6        | Волжское сельское поселение      |
| 76  | Макарово           | деревня                 | →0        | Воскресенское сельское поселение |
| 77  | Малое Андрейково   | деревня                 | ↘5        | Волжское сельское поселение      |
| 78  | Малыгино           | деревня                 | ↘4        | Воскресенское сельское поселение |
| 79  | Марьинское         | село                    | ↗305      | Пригородное сельское поселение   |
| 80  | Мастерково         | деревня                 | ↗1        | Волжское сельское поселение      |
| 81  | Матвейково         | деревня                 | ↘6        | Волжское сельское поселение      |
| 82  | Мелехово           | деревня                 | ↗4        | Ёмсненское сельское поселение    |
| 83  | Мельниково         | деревня                 | ↗33       | Ёмсненское сельское поселение    |
| 84  | Миснево            | деревня                 | ↗26       | Пригородное сельское поселение   |
| 85  | Митино             | деревня                 | ↘0        | Волжское сельское поселение      |
| 86  | Михеево            | деревня                 | →5        | Пригородное сельское поселение   |
| 87  | Михеевское         | село                    | ↗17       | Волжское сельское поселение      |
| 88  | Мозгуново          | деревня                 | ↗1        | Ёмсненское сельское поселение    |
| 89  | Моклоково          | деревня                 | →0        | Волжское сельское поселение      |
| 90  | Молодёжный         | посёлок                 | ↗164      | Пригородное сельское поселение   |
| 91  | Молоково           | деревня                 | ↗100      | Пригородное сельское поселение   |
| 92  | Морунина Слобода   | деревня                 | →0        | Пригородное сельское поселение   |
| 93  | Мулино             | деревня                 | ↗16       | Пригородное сельское поселение   |
| 94  | Налескино          | деревня                 | ↗6        | Волжское сельское поселение      |
| 95  | Неверово           | деревня                 | ↗60       | Воскресенское сельское поселение |
| 96  | Незнаново          | село                    | ↘52       | Пригородное сельское поселение   |
| 97  | Ненорово           | деревня                 | ↗23       | Волжское сельское поселение      |
| 98  | Нерехта            | город                   | ↘19 977   | город Нерехта                    |
| 99  | Никольское         | деревня                 | →0        | Волжское сельское поселение      |
| 100 | Новленское         | село                    | ↗34       | Воскресенское сельское поселение |
| 101 | Оголихино          | деревня                 | ↗9        | Воскресенское сельское поселение |
| 102 | Осокино            | деревня                 | ↘5        | Волжское сельское поселение      |
| 103 | Павшино            | деревня                 | ↗2        | Волжское сельское поселение      |
| 104 | Панино             | деревня                 | ↗33       | Пригородное сельское поселение   |
| 105 | Петровское         | деревня                 | ↗89       | Воскресенское сельское поселение |
| 106 | Пирогово           | деревня                 | ↗3        | Волжское сельское поселение      |
| 107 | Пирогово           | деревня                 | ↘2        | Воскресенское сельское поселение |
| 108 | Пирогово           | село                    | ↗42       | Ёмсненское сельское поселение    |
| 109 | Пленино            | деревня                 | ↘3        | Воскресенское сельское поселение |
| 110 | Плетениха          | деревня                 | →0        | Ёмсненское сельское поселение    |
| 111 | Подболотня         | деревня                 | →0        | Волжское сельское поселение      |
| 112 | Поемичье           | село                    | ↘1        | Пригородное сельское поселение   |
| 113 | Попадейкино        | деревня                 | ↗107      | Пригородное сельское поселение   |
| 114 | Протасово          | село                    | →0        | Волжское сельское поселение      |
| 115 | Путятино           | деревня                 | ↗45       | Воскресенское сельское поселение |
| 116 | Рамешки            | деревня                 | ↘5        | Воскресенское сельское поселение |
| 117 | Репище             | деревня                 | →9        | Волжское сельское поселение      |
| 118 | Рожново            | деревня                 | →0        | Волжское сельское поселение      |
| 119 | Романцево          | деревня                 | →0        | Воскресенское сельское поселение |
| 120 | Ростилово          | деревня                 | ↘6        | Волжское сельское поселение      |
| 121 | Рудино             | деревня                 | ↗66       | Волжское сельское поселение      |
| 122 | Рудино             | посёлок                 | ↗330      | Волжское сельское поселение      |
| 123 | Самсонка           | деревня                 | →0        | Волжское сельское поселение      |
| 124 | Сараево            | село                    | ↗119      | Волжское сельское поселение      |
| 125 | Севастьяново       | деревня                 | ↗22       | Волжское сельское поселение      |
| 126 | Семёновское        | село                    | ↗100      | Пригородное сельское поселение   |
| 127 | Сергеево           | деревня                 | ↗1        | Волжское сельское поселение      |
| 128 | Серково            | деревня                 | →0        | Пригородное сельское поселение   |
| 129 | Собакино           | деревня                 | ↗61       | Воскресенское сельское поселение |
| 130 | Сокерино           | деревня                 | ↗5        | Ёмсненское сельское поселение    |
| 131 | Соколиха           | деревня                 | ↗20       | Пригородное сельское поселение   |
| 132 | Софьино            | деревня                 | ↘1        | Волжское сельское поселение      |
| 133 | Спас               | село                    | ↗204      | Волжское сельское поселение      |
| 134 | Старово            | деревня                 | ↗55       | Пригородное сельское поселение   |
| 135 | Стоянково          | деревня                 | ↗36       | Пригородное сельское поселение   |
| 136 | Татарское          | деревня                 | ↗903      | Волжское сельское поселение      |
| 137 | Татьянино          | село                    | ↗118      | Волжское сельское поселение      |
| 138 | Тенихино           | деревня                 | ↗2        | Ёмсненское сельское поселение    |
| 139 | Тетеринское        | село                    | ↗458      | Воскресенское сельское поселение |
| 140 | Токарево           | деревня                 | →0        | Пригородное сельское поселение   |
| 141 | Толбухино          | деревня                 | ↘0        | Ёмсненское сельское поселение    |
| 142 | Толоконцево        | деревня                 | →0        | Волжское сельское поселение      |
| 143 | Толстоквасово      | деревня                 | ↗2        | Волжское сельское поселение      |
| 144 | Троица             | село                    | ↗180      | Пригородное сельское поселение   |
| 145 | Уланиха            | деревня                 | ↗95       | Пригородное сельское поселение   |
| 146 | Улошпань           | село                    | ↗2        | Ёмсненское сельское поселение    |
| 147 | Усиково            | деревня                 | ↗8        | Ёмсненское сельское поселение    |
| 148 | Ушаково            | село                    | ↗52       | Волжское сельское поселение      |
| 149 | Фёдоровское        | село                    | ↗506      | Пригородное сельское поселение   |
| 150 | Филиппово          | деревня                 | →0        | Волжское сельское поселение      |
| 151 | Фомкино            | деревня                 | ↗36       | Воскресенское сельское поселение |
| 152 | Холомеево          | деревня                 | ↘1        | Пригородное сельское поселение   |
| 153 | Хомутово           | деревня                 | ↗280      | Волжское сельское поселение      |
| 154 | Челпаново          | деревня                 | ↗45       | Воскресенское сельское поселение |
| 155 | Ченцы              | деревня                 | ↗9        | Волжское сельское поселение      |
| 156 | Чириково           | деревня                 | ↘2        | Ёмсненское сельское поселение    |
| 157 | Шубино             | деревня                 | →0        | Пригородное сельское поселение   |
| 158 | Якимово            | деревня                 | ↘3        | Волжское сельское поселение      |
| 159 | Якушовка           | посёлок                 | ↗674      | Воскресенское сельское поселение |

Упразднённые населённые пункты
- 2025 год — деревни Кочерово и Селиванка.

## Экономика
Объём отгруженных товаров собственного производства по обрабатывающим производствам за 2010 год 0,95 млрд рублей.

## Транспорт
Протяжённость дорог в районе составляет 324 км. Через район проходят дороги на Москву, Ярославль, Иваново, Кострому. Нерехта — узловая железнодорожная станция.

## Археология
В селе Тетеринское находится славянское поселение XII века, рядом с которым был обнаружен могильник курганного типа. Время существования селища Тетеринское на месте центрального поселения Тетеринской вотчины Переяславского Горицкого монастыря — XII—XVIII века. В постройке XV века (яма под скоплением обожженной глины и архитектурных остатков № 2) нашли фрагмент днища сосуда с клеймом (сохранились только концы солярного знака). В заполнении сооружения XVI (конца XV) — первой половины XVII века (яма № 2) были найдены четырёхзубый светец и мореная глиняная погремушка шарообразной формы с двумя отверстиями на «полюсах» и прочерченными меридиональными линиями, бронебойный наконечник стрелы типа 16 XV — середины XVII века. На оборотной стороне энколпиона из села Тетеринское читается ростовое изображение Николая Чудотворца. В верхнем течении реки Даниловки выявлены селища Кишкино (XVI—XVIII века), Пленино (конец XV—XVIII век) и Добрищево (конец XV—XVIII век).

## Известные уроженцы
- Беляев, Дмитрий Константинович (1917—1985) — крупный советский генетик, академик Академии наук СССР (1972), с 1959 по 1985 год — директор Института цитологии и генетики Сибирского отделения АН СССР. Родился в селе Протасово.
- Бошняк, Николай Константинович (1830—1899) — русский мореплаватель, сподвижник адмирала Г. И. Невельского. Родился в селе Ушаково.
- Всеволодов, Всеволод Иванович (1790—1863) — русский ветеринарный врач, один из основоположников ветеринарной науки и ветеринарного образования в России. Родился в селе Марьинское.
- Грашнев, Михаил Александрович (28.11.1921—28.11.1985) Родился в селе Арменки ныне Нерехтского района[31], кавалер ордена Славы трёх степеней.
- Дементьев, Николай Иванович (1924) — советский разведчик, полный кавалер ордена Славы. Родился в деревне Дуново.
- Диев, Михаил Яковлевич (1794—1866) — протоиерей, археолог и историк Костромской губернии. Родился в Нерехте.
- Дьяконова, Елизавета Александровна (1874—1902) — русская писательница. Родилась в Нерехте.
- Ларионов, Борис Дмитриевич (1923—1943) — красноармеец, Герой Советского Союза. Родился в деревне Челпаново.
- Матвеев, Анатолий Дмитриевич (1926—2000) — советский учёный, доктор наук, профессор. Родился в деревне Уголок.
- Новиков, Александр Александрович (1900—1976) — дважды Герой Советского Союза, Главный маршал авиации. Родился в деревне Крюково.
- Солодова, Елизавета Михайловна (1922—2011) — актриса, Народная артистка РСФСР. Родилась в деревне Баглаево.
- Федосеев, Николай Яковлевич (1909—1981) — полный кавалер ордена Славы. Родился в деревне Вогниково[32].